# Hallie Flanagan
Hallie Flanagan Davis, conocida como Hallie Flanagan (Redfield, Dakota del Sur, Estados Unidos, 27 de agosto de 1890-Old Tappan, Nueva Jersey, 23 de julio de 1969), fue una dramaturga, directora, educadora teatral, autora y productora estadounidense. Conocida por su gran aportación en el mundo del teatro como directora del Proyecto de Teatro Federal (PTF) estadounidense (1935-1939).

## Vida

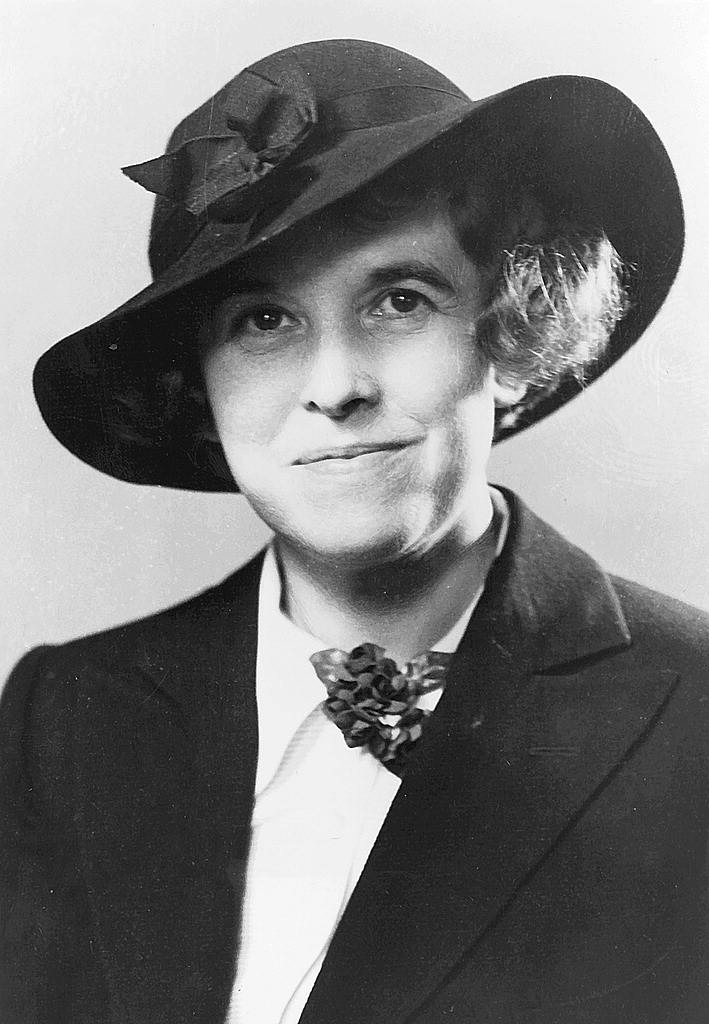
Productora estadounidense de teatro y directora, dramaturgo y autora Hallie Flanagan.

La familia de Hallie Flanagan se mudó con frecuencia, viviendo en varios estados del Medio Oeste de los Estados Unidos antes de establecerse en Grinnell, Iowa, donde en 1911 recibió una licenciatura de la Universidad de Grinnell, especializándose en filosofía y alemán.
Después de graduarse se casó con Murray Flanagan y tuvieron dos hijos; Jack y Frederick. Pronto se mudaron a Omaha, Nebraska, donde Murray fue diagnosticado de tuberculosis y falleció en 1919. Tres años más tarde, en 1922, su hijo Jack murió de meningitis. En 1926 fue galardonada con una beca Guggenheim para estudiar teatro en Europa, gracias a su participación como directora y profesora del Teatro Experimental de Vassar en el Vassar College. En 1934, Hallie se casó con Philip Davis, professor de griego de Vassar. Al año siguiente, fue nombrada directora nacional del Proyecto de Teatro Federal (FTP), bajo la Works Progress Administration (WPA), el Proyecto tuvo una duración de cuatro turbulentos años y fue abolido en última instancia por el Congreso de Estados Unidos. En 1940, su segundo cónyuge, Phil Davis falleció y Flanagan decidió irse de Vassar para trabajar en el Smith College. En 1945 le diagnosticaron la enfermedad de Parkinson. Tres años más tarde, escribió una de sus obras más famosas, E=, una obra que reflexionaba sobre el potencial del átomo para bien y para mal. Ese año fue hospitalizada debido al empeoramiento de su enfermedad, siguió enseñando y escribiendo hasta su fallecimiento en Old Tappan, en 1969.

## Proyecto de Teatro Federal (FTP) 1935-1939
El Proyecto de Teatro Federal (FTP por sus siglas en inglés) fue un programa del New Deal, durante el mandato del presidente Franklin D. Roosevelt y administrado por la Works Progress Administration (WPA). Su objetivo era detener la crisis del sector teatral y fomentar puestos de trabajo en medio del caos social y laboral de la Gran Depresión (1929).
Hallie Flanagan fue su directora y contó con un presupuesto de 7 millones de dólares. Rápidamente contrató a casi todos los trabajadores del teatro que eran elegibles bajo la ley. A finales de 1936, se había contratado a 12.500 empleados en 28 estados y el Distrito de Columbia. Durante el programa, se proporcionó empleo a más de treinta mil personas en los centros regionales y en los departamentos de arte dramático de instituciones educativas.En este momento, Flanagan también aclaró la confusión sobre la definición de "profesional", que estableció de manera permanente el carácter del proyecto. Sólo aquellos hombres y mujeres que podrán demostrar que ya habían trabajado en teatro podrían ser contratados. La localización de personas desempleadas de teatro no causó ningún problema en Nueva York, Chicago y Los Ángeles ya que la inmensa mayoría de estos profesionales eran miembros de sindicatos u otras organizaciones profesionales.
El Proyecto de Teatro Federal llevó sus producciones a todos los rincones del país. Solamente en la ciudad de Nueva York el FTP tuvo las audiencias semanales de 350.000 espectadores, muchos de los cuales nunca habían visto teatro antes.
Sin embargo, al cabo de algunos años, el FTP tuvo problemas: el Congreso dejó de financiarlo debido a las acusaciones a Hallie Flanagan de tener vínculos con el comunismo. Hallie negó esas acusaciones en una carta abierta a Clifton Woodrum, Presidente del Subcomité de Asignaciones, pero fue en vano, y FTP fue clausurado en julio de 1939. En el juicio, la acusación dirigida por Joe Starnes inquirió a Flanagan acerca de si el dramaturgo de la época isabelina Christopher Marlowe pertenecía al Partido Comunista, además de meditar "si el Sr. Eurípides" sermoneaba también sobre la lucha de clases.

## Obras relevantes
- Shifting Scenes, Hallie Flanagan, 1928
- Can You Hear Their Voices? Hallie Flanagan y Margaret Ellen Clifford, 1931
- Arena,  Hallie Flanagan, 1940
- Dynamo, Hallie Flanagan, 1943
- E=, “A Living Newspaper About the Atomic Age”,  Hallie Flanagan, 1948